# Prothelymna niphostrota
Prothelymna niphostrota es una especie de polilla tortrícida del género Prothelymna, categorizada en la tribu Schoenotenini, de la subfamilia Tortricinae.
Mide 15 mm de longitud. Cuenta con una cabeza blanquecina, palpo, tórax y abdomen pálidos. Sus alas anteriores son alargadas.

## Taxonomía
Se atribuye su descripción al entomólogo de origen inglés Edward Meyrick, quien la citó por primera vez en 1907. La especie aparece en una sección deTransactions and Proceedings of the New Zealand Institute 39: 116.

## Distribución
Se distribuye por Nueva Zelanda, en la ciudad de Invercargill, región de Southland.